# Oldenburg-ház

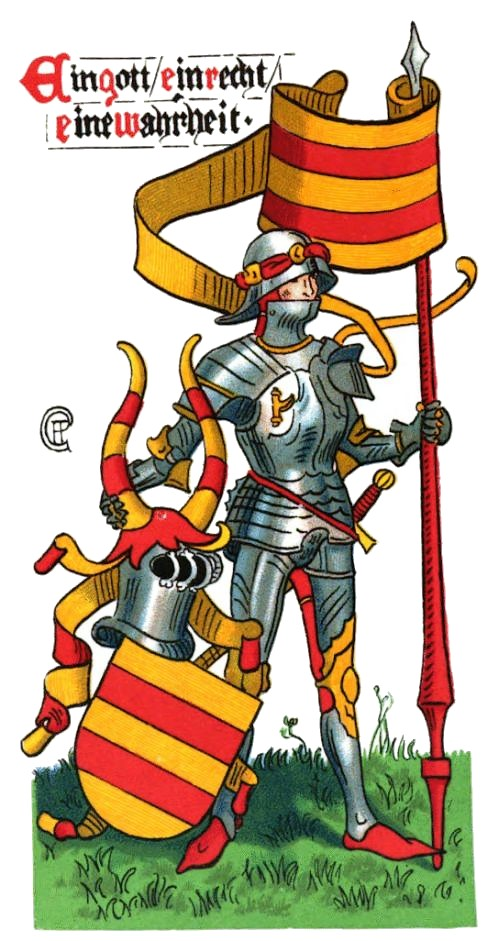
Az Oldenburg-ház színei

Az Oldenburg-ház északnémet eredetű európai uralkodódinasztia. Fő- és mellékágainak tagjai Dánia, Norvégia, Svédország, Oroszország és Görögország uralkodói voltak, ezenkívül Schleswig, Holstein és Oldenburg hercegei. A jelenleg élők közül Dánia és Norvégia királya, Görögország exkirálynéja, a spanyol anyakirályné, valamint – néhai édesapja, Fülöp herceg révén – a brit uralkodó származik az Oldenburg-házból.
A dinasztia alapítója Oldenburg első grófja, a 11-12. században élt I. Egilmar volt. 1448-ban VII. Keresztély grófot Dánia, 1450-ben pedig Norvégia királyává választották, és utódai azóta is elfoglalják az északi országok trónját.

## Története
I. Egilmar 1101-től 1108-ig volt Oldenburg grófja, és hagyományosan őt tekintik a dinasztia ősapjának. Az oldenburgi grófok 1180-ig a szász herceg vazallusai voltak, amikor is Barbarossa Frigyes szétbontotta a hercegséget és közvetlen alattvalói lettek a császárnak. 1448-ban III. Kristóf, a kalmari unió királya utód nélkül halt meg, és a dán és norvég nemesség VII. Keresztély oldenburgi grófot (aki V. Erik király leányági leszármazottja volt) I. Keresztély néven királyukká választotta. A svédek VIII. Károlyt választották meg, akit később elűztek, így Keresztély néhány évig svéd uralkodó is volt.
1683-ban Oldenburgi György dán és norvég királyi herceg feleségül vette Anna brit királynőt, így esély volt rá, hogy utódai Anglia és Skócia királyai lesznek, ám egyetlen csecsemőkort túlélt fiuk, Vilmos 11 évesen meghalt, és az angol trón a Hannoveri-házra szállt 1714-ben.
Az Oldenburg-ház feje 2023 óta Frigyes Ferdinánd schleswig–holsteini herceg.

Az Oldenburg-ház címere
A Schleswig–Holstein–Gottorp ág címere
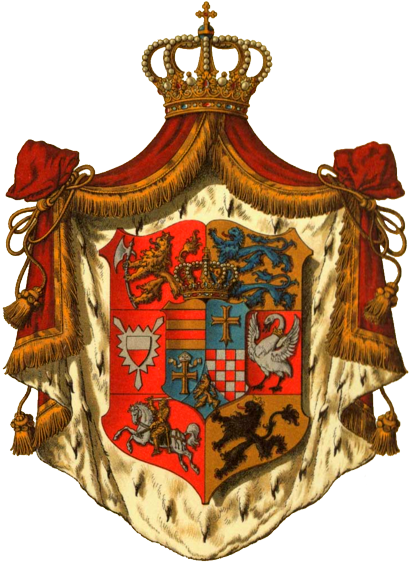
Az Oldenburgi Nagyhercegség címere
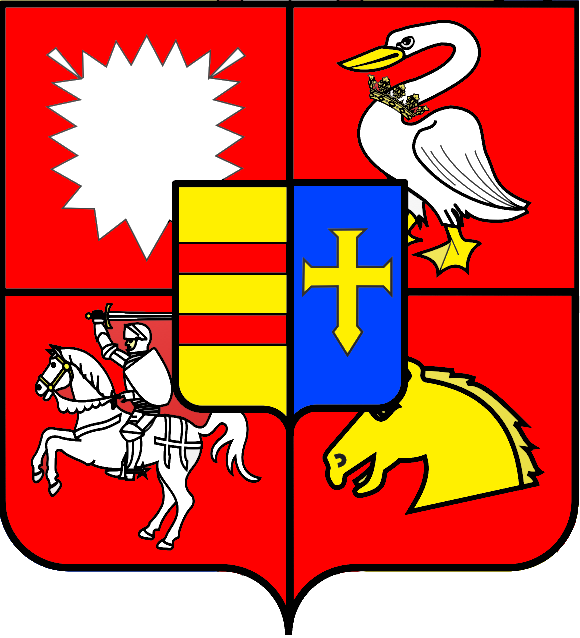
A Schleswig–Holstein–Sonderburg–Glücksburg ág címere
A dán uralkodói címer
A görög uralkodói címer

## A dinasztia főága
- Dánia királyai (1448–1863)
- Norvégia királyai (1450–1814)
- Svédország királyai (1457–64, 1497–1501 és 1520–21 között)
- Oldenburg grófjai, hercegei és nagyhercegei (1101–1918)
- Schleswig hercegei és Holstein grófjai (1460–1544)
- Schleswig és Holstein hercegei, a hercegségek nem teljes területén (1544–1721/1773)
- Schleswig hercegei a hercegség teljes területén (1721–1864)
- Holstein hercegei a hercegség teljes területén (1773–1864)

## Oldalágak
- Schleswig-Holstein-Gottorf

1. Holstein-Gottorf hercegei (1544–1739)
- - Holstein-Gottorf-Romanov (a Romanov-ház férfiága 1730-ban II. Péterrel kihalt)

1. Holstein-Gottorp hercegei (1739–73)
2. Oroszország cárjai (1762-ben és 1796–1917 között)
- - Holstein-Gottorf (svéd ág), kihalt

1. Svédország királyai (1751–1818)
2. Norvégia királya (1814–18)
- - Holstein-Gottorf (nagyhercegi ág)

1. Oldenburg hercegei, majd nagyhercegei (1773–1918)
- Schleswig-Holstein-Sonderburg-Augustenburg, kihalt

1. Schleswig-Holstein hercegségére 1863-ban bejelentette igényét
- Schleswig-Holstein-Sonderburg-Glücksburg

1. Schleswig-Holstein hercege
2. Dánia királyai (1863-tól)
3. Izland királya (1918–44)
4. Görögország királyai (1863–1924 és 1935–73 között)
5. Norvégia királyai (1905-től)
II. Erzsébet brit királynő férje, Fülöp herceg a Glücksburgok görögországi ágából származott. Gyermekeik férfiágon ennek a dinasztiának a leszármazottai, mégis hivatalosan anyjuk dinasztiájához, a Windsor-házhoz tartoznak.

## Galéria

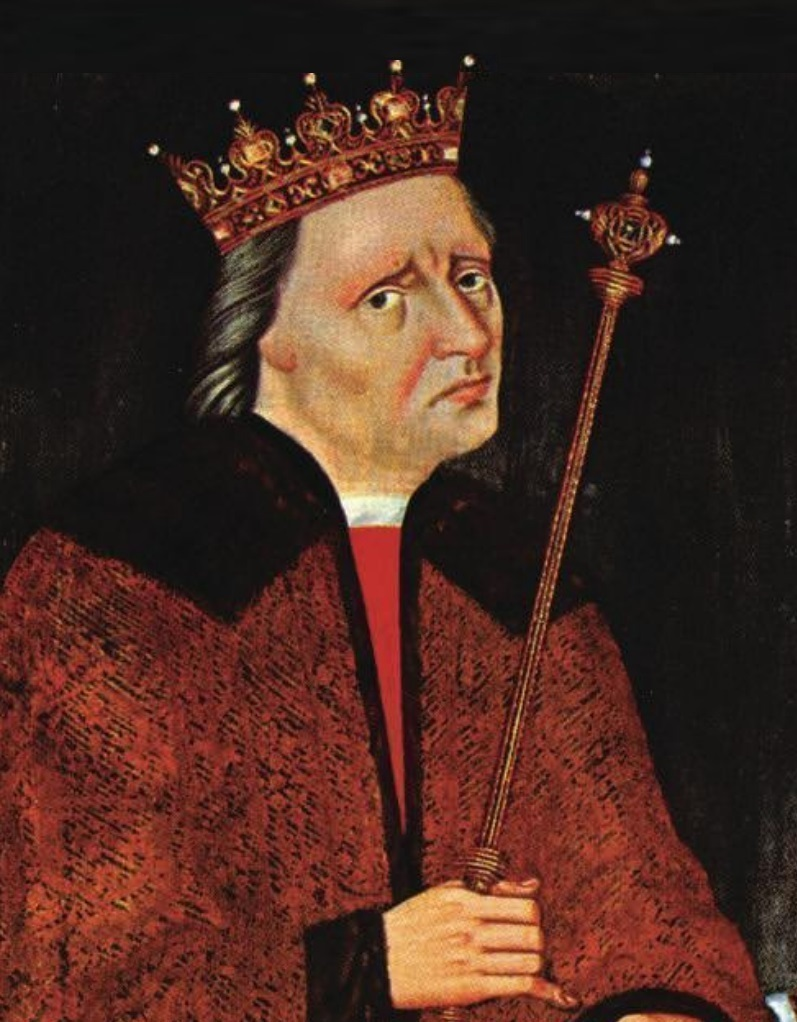
A dinasztia első királya, I. Keresztély (1426–1481)
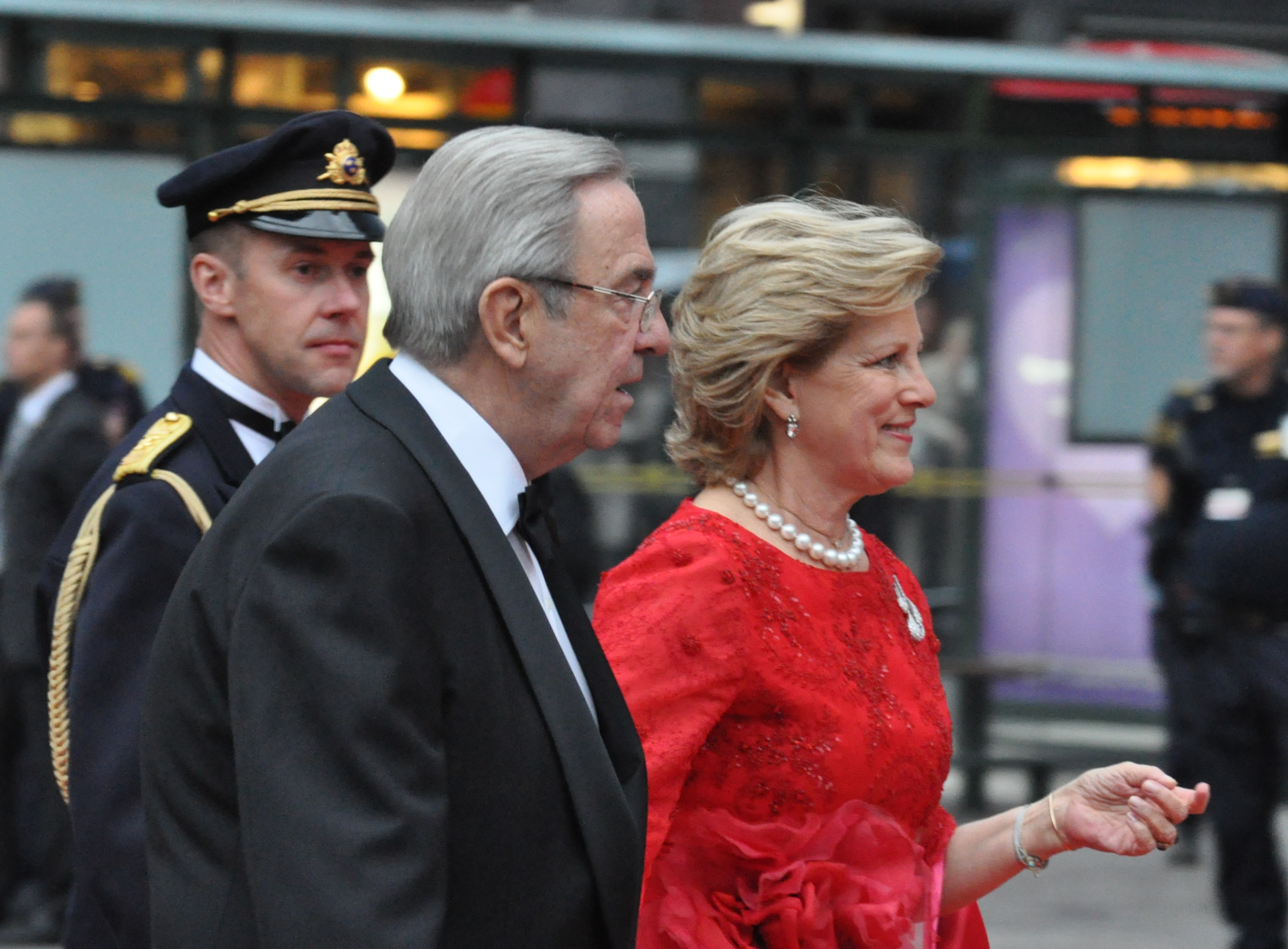
Görögország volt királya, II. Konstantin (1940–2023) és felesége, Anna-Mária hercegnő (*1946)
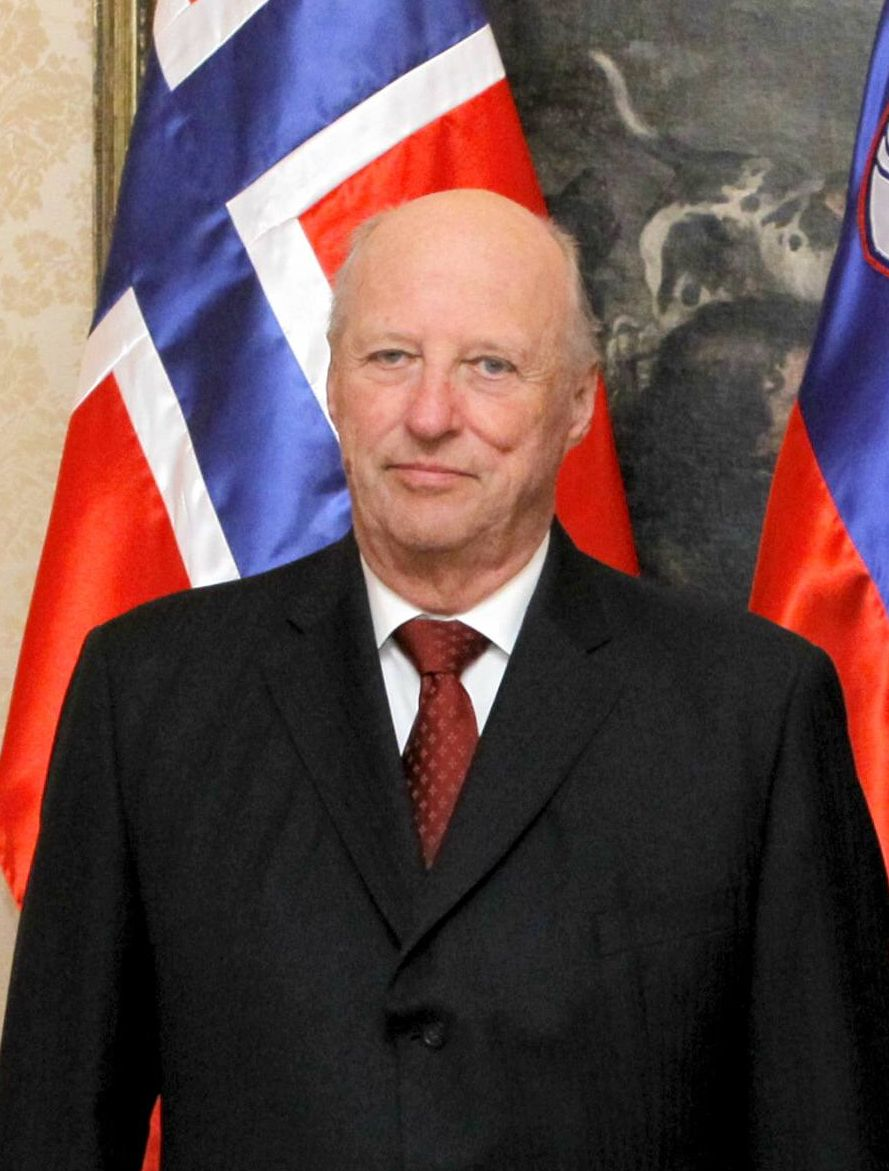
V. Harald norvég király (*1937)
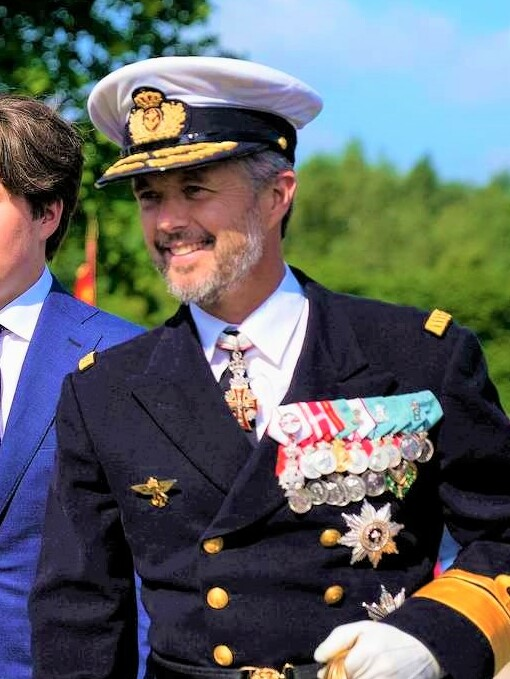
X. Frigyes dán király (*1968)
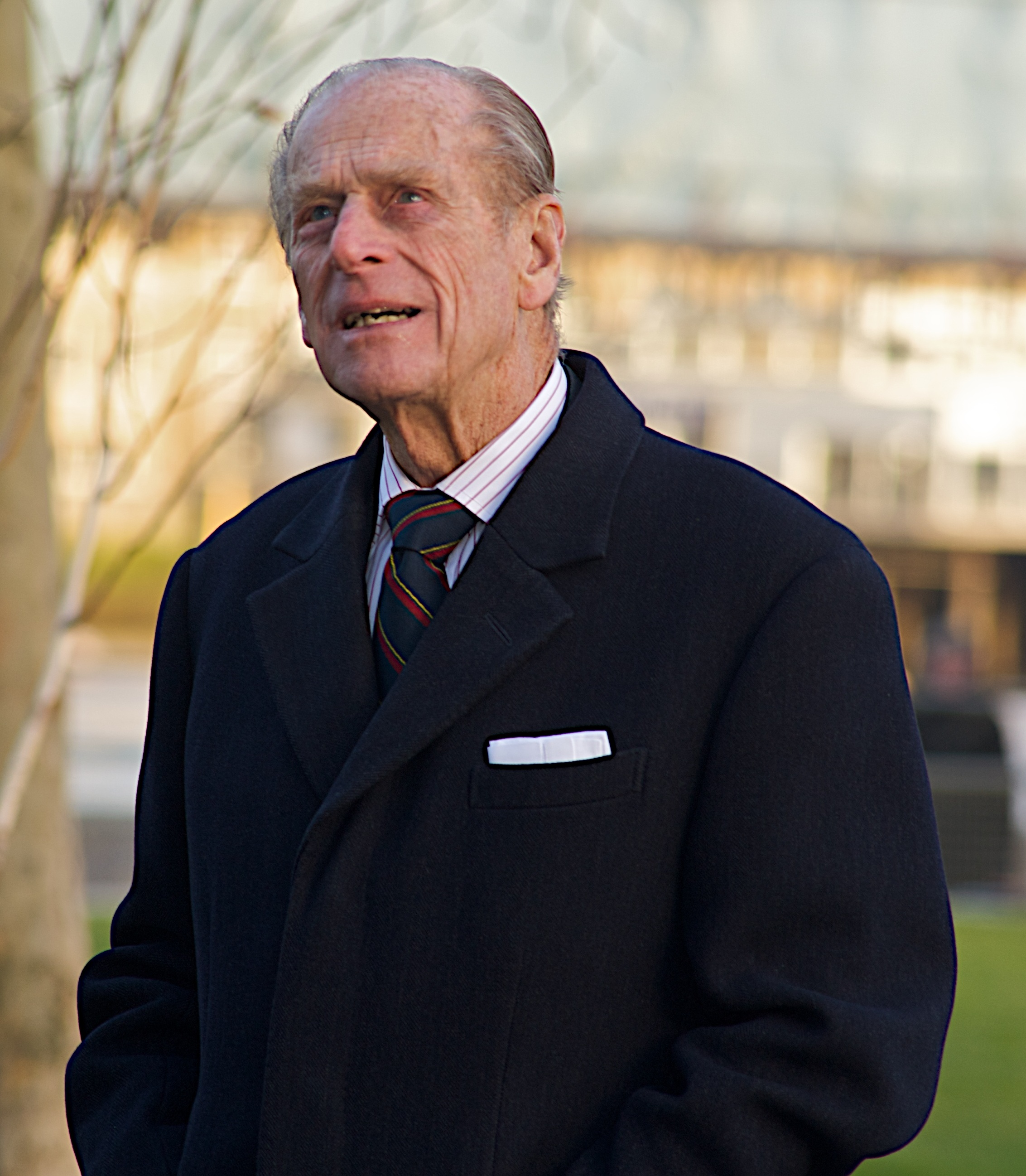
Fülöp edinburgh-i herceg (1921–2021)
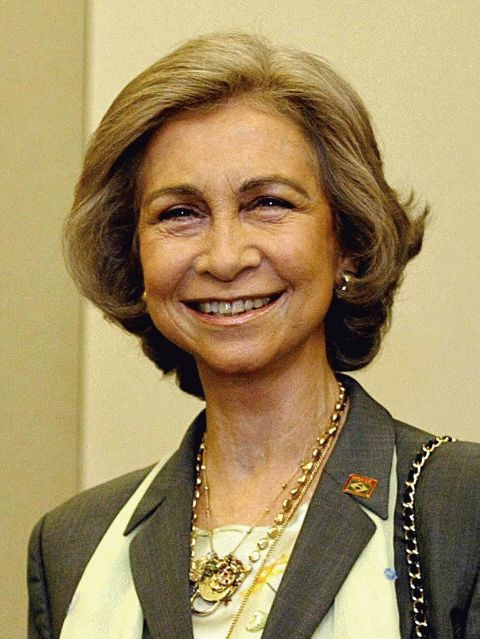
Zsófia spanyol anyakirályné (*1938)
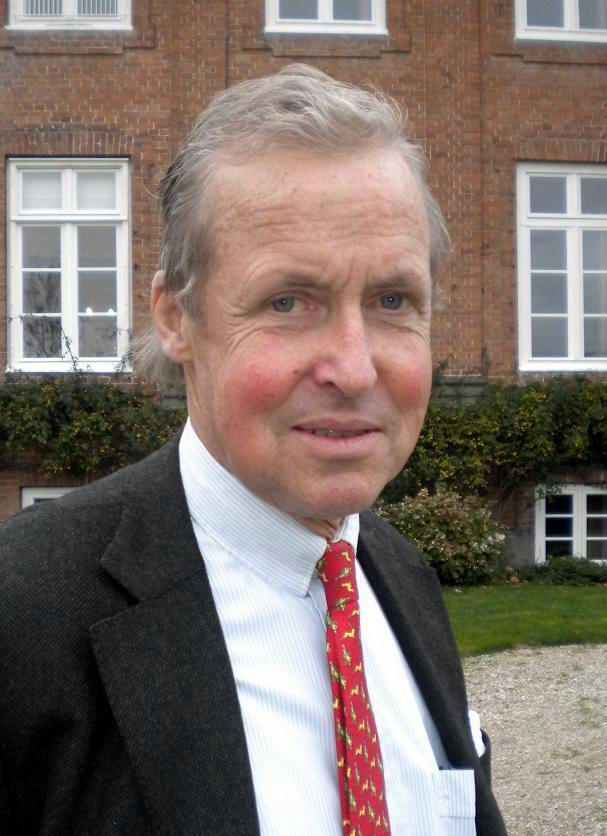
Az Oldenburg-ház előző vezetője, Kristóf schleswig–holsteini herceg(wd) (1949–2023)

## Fordítás
Ez a szócikk részben vagy egészben  a   House of Oldenburg című angol Wikipédia-szócikk ezen változatának fordításán alapul.  Az eredeti cikk szerkesztőit annak laptörténete sorolja fel. Ez a jelzés csupán a megfogalmazás eredetét és a szerzői jogokat jelzi, nem szolgál a cikkben szereplő információk forrásmegjelöléseként.